# Eugene McGuinness
Eugene McGuinness nome d'arte di Eugene Michael McGuinness (Leytonstone, 11 agosto 1985) è un cantautore inglese.
È anche frontman dei Eugene + the Lizards. Attualmente vive a Londra ed ha origini irlandesi.

## Carriera
Il primo album di Eugene Mcguinness, The Early Learnings of Eugene McGuinness, è uscito il 6 agosto del 2007 per la Double Six Records, etichetta facente parte del gruppo Domino Records. Sebbene si trattasse di un ep della durata di mezzora scarsa, la critica ne fu entusiasta. Betty Clarke del The Guardian ha definito le parole di Eugene "taglienti come quelle di Morrissey", descrivendone il lavoro di debutto come "una vignetta in bianco e nero che si fa vivida attraverso i cori vivaci e le melodie pop dal carattere sublime [..] facendo di McGuinness "il migliore della classe". Poco più di un anno dopo, il 12 ottobre 2008, uscì il secondo e omonimo album del cantante, Eugene McGuinness, pubblicato dalla Domino Records. Stavolta si trattava di un vero e proprio album, al cui interno erano contenute 12 tracce. La critica fu positiva. Micheal Quinn, giornalista della BBC, lo introdusse affermando: "Troverete molte cose che vi piaceranno, da ammirare [..] accelererà sicuramente l'ascesa al successo di McGuinness". Antonio Puglia, giornalista di SentireAscoltare, lo ha definito come un "Bamboccione romantico e beffardo, crooner impenitente dall'ugola d'oro [..] intona storie - naturalmente! - ironiche per poi rivestirle di arrangiamenti deliziosamente rétro e accattivanti". Nel frattempo Eugene si mise all'opera col progetto Eugene + the Lizards insieme al fratello Dominic McGuinness, a Malcolm Lunan e John Barrett. Il 6 dicembre del 2009 uscì il primo ep del gruppo, Glue. Fu pubblicato in edizione limitata in vinile (6 tracce) e in versione digitale con 4 tracce in più (10 totali), scaricabili gratuitamente con un codice dal sito della Domino Records.
Durante l'ultimo tour di Miles Kane, Eugene ne ha spesso aperto i concerti ed ha fatto parte della band di Miles come chitarrista. Proprio in questo periodo ha concluso le registrazioni del suo nuovo album da solista, il terzo; The Invitation to the Voyage uscirà il 6 agosto 2012, anticipato dai singoli Lion, Thunderbolt, Shotgun e Harlequinade. Il 1º giugno 2012 è uscito il video ufficiale di Blue Jeans, cover di Lana Del Rey che Eugene McGuinness ha realizzato.
Eugene McGuinness si esibirà a Londra in quattro date durante quest'estate, in vista dell'uscita del nuovo lavoro. The Invitational (questo il nome dell'iniziativa) avrà luogo il 3 agosto ai Corsica Studios, il 9 agosto alle Proud Galleries, il 23 agosto al Birthdays e si concluderà il 29 dello stesso mese al Notting Hill Arts Club.

## Discografia

### Album
- The Early Learnings of Eugene McGuinness EP (2007, Double Six)
- Eugene McGuinness (2008, Domino Records)
- Glue (di Eugene + the Lizards) (2009, Domino Records)
- The Invitation To The Voyage (2012, Domino Records)
- Chroma (2014, Domino Records)

### Singoli
- "Monsters Under the Bed" (2007)
- "Bold Street" (2007)
- "Moscow State Circus" (2008)
- "Fonz" (2009)
- "Bugjuice (2010)
- "Lion" (2011)
- "Thunderbolt" (2011)
- "Shotgun" (2012)
- "Harlequinade" (2012)
- "Fairlight" (2013)
- "The Crueler Kind" (2014)

## Videografia
- "Monsters Under The Bed" (2007)
- "Moscow State Circus" (2008)
- "Fonz" (2009)
- "Wendy Wonders" (2009)
- "Bugjuice" (2010)
- "Lion" (2011)
- "Shotgun" (2012)
- "Blue Jeans" (2012)
- "Harlequinade" (2012)